# Ababil (ракета)
Ababil — невелика за розмірами іранська ракета довжиною 3,7 м, що важить 240 кг та має дальність до 86 км.

## Опис
Ababil існує у двох версіях: із супутниковою та інерціальною навігацією, а також має додаткову оптико-електронну систему наведення на кінцевій ділянці.

## Історія
Пуск ракети здійснюється з транспортно-пускових контейнерів, які групуються по 8 на одній платформі. Про існування ракети стало відомо 2021 року, про її ТТХ публічно не повідомлялося. Назва Ababil також використовується як назва іранських БПЛА, як розвідувально-ударних, так і далекобійних дронів-камікадзе.
Назва Ababil походить від міфічних птахів чорних стрижів, знищених ефіопським військом.